# Прихід Юрій Степанович
Ю́рій Степа́нович Прихі́д (нар. 10 квітня 1993, с. Семирівка, Яворівський район, Львівська область, Україна — пом. 19 червня 2014, с. Закітне, Лиманський район, Донецька область, Україна) — український військовослужбовець, розвідник, старший солдат Збройних сил України. Загинув у ході російсько-української війни.

## Біографія
Народився 10 квітня 1993 року в селі Семирівка Яворівського району Львівської області. Закінчив 9 класів Семирівської загальноосвітньої школи I—II ст., з 2008 по 2010 продовжив навчання у Чернилявській СЗШ I—III ст. У 2012 році закінчив Львівський кооперативний коледж економіки і права.
Із листопада 2012 до листопада 2013 проходив строкову службу в роті глибинної розвідки 54-го окремого розвідувального батальйону у місті Новоград-Волинський. Із січня 2014 р. розпочав військову службу за контрактом у Яворові.
Старший солдат, старший розвідник розвідувального відділення розвідувального взводу розвідувальної роти штабного батальйону 24-ї окремої механізованої Залізної бригади імені Данила Галицького Сухопутних військ Збройних Сил України, військова частина А0998, м. Яворів.
8 березня 2014 р., у зв'язку з російською збройною агресією проти України, підрозділи частини було відправлено в Сумську область на кордон з РФ, з травня брав участь в антитерористичній операції у Донецькій області.
19 червня 2014, в ході військової операції зі звільнення від терористів населених пунктів у Лиманському районі (на той час — Краснолиманський район), знищення блокпостів противника біля смт Ямпіль та взяття під контроль мосту через Сіверський Донець, бронегрупа розвідувальної роти потрапила у засідку на підході до села Закітне. Розвідники виявили на дорозі два КамАЗи та БРДМ-2 бойовиків. Було вирішено відконвоювати трофейну техніку ближче до основних сил батальйону, але у цей момент бойовики із засідки відкрили вогонь з кулеметів по бійцях, які сиділи на броні. Бій тривав 3 години, загинули командир 1-го механізованого батальйону підполковник Ігор Ляшенко, командир розвідроти капітан Степан Воробець, командир відділення старший сержант Андрій Повстюк, старший солдат Юрій Прихід, солдати Віктор Сивак, Віктор Семчук і Микола Шайнога. Троє бійців дістали поранення, один з них — важко поранений.
Похований з почестями 23 червня на кладовищі рідного села Семирівка. Напередодні, 22 червня сотні мешканців міста Яворова та навколишніх сіл лампадками устелили дорогу, по якій зі Львова в Семирівку їхав кортеж з домовиною Юрія Прихода.
Залишилися батьки та молодша сестра.
7 серпня, у бою за висоту Савур-могила загинув двоюрідний брат Юрія, старший лейтенант Валентин Прихід.

## Нагороди
15 липня 2014 року — за особисту мужність і героїзм, виявлені у захисті державного суверенітету та територіальної цілісності України, відзначений — нагороджений орденом «За мужність» III ступеня (посмертно).

## Вшанування пам'яті
- 20 лютого 2015 року на сесії Яворівської районної ради було прийнято рішення про присвоєння Семирівській ЗОШ I—II ст. імені Юрія Прихода.
- 6 вересня 2015 у рідному селі Семирівка на фасаді ЗОШ I—II ст. відкрили меморіальну дошку присвячену пам'яті Героя[6].
- У червні 2015 року на місці бою, біля с. Закотного, на честь полеглих бойових побратимів військовики 24-ї бригади встановили обеліск[7].
- 19 червня 2017 року на Донеччині, з ініціативи місцевої громади, відкрито пам'ятник сімом воїнам 24-ї бригади, які загинули у бою за звільнення села Закітне[8].